# Fu sera e fu mattina
Fu sera e fu mattina (The Evening and the Morning) è un romanzo di Ken Follett, prequel de I Pilastri della Terra, pubblicato in Italia il 15 settembre 2020.
Fa parte della Saga di Kingsbridge, la serie ambientata nella città immaginaria di Kingsbridge, in Inghilterra, che ripercorre le vicende storiche inglesi dall'anno 997 all'anno 1007.

## Trama
Nell'Inghilterra occidentale, vessata dalle invasioni vichinghe, il giovane Edgar è costretto ad adattare la sua professione di costruttore di barche e a trasferirsi in un misero paesino che prende il nome dalla sua chiatta Dreng's Ferry. Ragna, nobile normanna, si trasferisce nella stessa zona, sposando un nobile inglese. Il monaco Aldred cerca di migliorare la sua piccola abbazia, puntando sui libri e sullo sviluppo culturale ed economico, incrociandosi sia con Edgar sia con Ragna. Il malvagio vescovo Wynstan si oppone a tutti e tre, come a chiunque altro ostacoli il suo potere.

## Personaggi principali
- Edgar povero costruttore di barche inglese, vittima d'un assalto vichingo nella sua città natale, Combe
- Ragna ragazza nobile franco-normanna, figlia di Hubert, Conte di Cherbourg, si trasferirà in Inghilterra per sposare Wilwulf, aldermanno di Shiring
- Aldred monaco inglese devoto e omosessuale
- Wynstan vescovo inglese malvagio e corrotto, fratellastro di Wilwulf